# Sans phrase
sans phrase ist eine ideologiekritische Zeitschrift in deutscher Sprache, die seit 2012 halbjährlich erscheint und vom Freiburger und Wiener ça ira-Verlag vertrieben wird. Bis zu seinem Tod im Jahr 2017 gab Manfred Dahlmann die Zeitschrift gemeinsam mit Gerhard Scheit heraus. Seither fungiert die Redaktion als Herausgeber. Bis 2025 sind 25 Hefte der Zeitschrift erschienen.

## Zielsetzung
Nach eigenen Angaben verfolgt sans phrase kein explizites oder politisches Programm, ihr einziges Interesse bestehe in Ideologiekritik. Dadurch verspreche man sich dem „kollektiv wirksamen Wahn zu widersprechen in dem Wissen, dass er dem Innersten der Gesellschaft entspringt, dort, wo das Subjekt die Krise ‚bewältigt‘, die das Kapitalverhältnis seinem Wesen nach ist.“ Ideologiekritik sei nichts „anderes, als das Existentialurteil zu entfalten, dessen Abbreviatur nach Adorno lautet: ‚Das Ganze ist das Unwahre‘.“
Aus diesem Anspruch erwächst für sans phrase die Ablehnung von Praxis generell, spezieller von politischem Engagement. Dagegen versuche man, im Sinne Adornos die essayistische Form zu wahren, die „es allein rechtfertigt, eine Zeitschrift zu gründen“.
Die Zeitschrift versteht sich in der Tradition der Kritischen Theorie, insbesondere in der Nachfolge Theodor W. Adornos und dessen Negativer Dialektik, und versucht, die von Max Horkheimer begründete Zeitschrift für Sozialforschung in ihrem Anspruch zu beerben.
Im Jahrbuch Extremismus & Demokratie wird sans phrase „eine Avantgardefunktion für die Theoriearbeit innerhalb des antideutschen Spektrums“ zugeschrieben.

## Themen
Die Zeitschrift gliedert sich in zwei Teile, einen Essay- und einen Parataxis-Teil, und umfasst durchschnittlich circa 270 Seiten. Während im zweiten Teil Essays abgedruckt werden, finden im ersten Teil auch Diskussionen über das aktuelle politische Weltgeschehen und zeitgenössische Themen in Form von Polemiken, Glossen, Interviews und Gesprächen Platz.
Auffällig ist, dass in vielen Artikeln der Zeitschrift die Parteinahme für den Staat Israel vertreten und das Plädoyer für den Zionismus artikuliert wird. Mit Berufung auf Jean Améry wird der Antizionismus als neue Spielart des Antisemitismus begriffen. „Am Hass, der Israel entgegenschlägt, weiß diese Zeitschrift darum sans phrase die heute gefährlichste Konsequenz solchen Wahns zu erkennen und zu denunzieren.“
Insbesondere werden Probleme und Themen der Psychoanalyse, Literatur, Kunst, aus diversen Gebieten der Philosophie (insbesondere des Strukturalismus, Poststrukturalismus, Existenzialismus, Universalienstreit, politischen Philosophie), Außenpolitik, Kritik der politischen Ökonomie, Kritik des Islams, des Feminismus, Soziologie, Zionismus, Anti-Antisemitismus berührt und essayistisch behandelt.

## Autorinnen und Autoren
In der Zeitschrift finden zeitgenössische Autorinnen und Autoren ebenso wie namhafte Philosophen, Soziologen, Politikwissenschaftler, Marxisten und Literaten Platz. So wurden Texte von Jean Améry, Günther Anders, Hans-Georg Backhaus, Georges-Arthur Goldschmidt, Klaus Heinrich, Leo Löwenthal, Rosa Luxemburg, Karl Löwith, Karl Marx, Roman Rosdolsky, Alfred Schmidt, Gerhard Oberschlick, Bruno Chaouat, Caroline Glick, Ksenia Svetlova, Alex Traiman, Norman J. W. Goda, Albert Memmi, Peter Stephan Jungk, Robert Minder, Aaron Steinberg, Horst Kurnitzky, Theodor W. Adorno, Claude Lanzmann, Kaveh Nassirin, Friedrich Pollock, Moishe Postone, Ágnes Heller, Hans Mayer, Vladimir Ze'ev Jabotinsky, Moses Hess, Semion S. Kliwansky, Martin Puder, Klaus Bittermann, Friedhelm Kröll, Wolfgang Pohrt, Stephan Grigat und Wolfgang Treitler (wieder-)abgedruckt oder Unveröffentlichtes aus dem Nachlass publiziert.
Zu den regelmäßig für sans phrase schreibenden Autoren, die insbesondere für die Ideologiekritik wichtig sind, gehören unter anderem Joachim Bruhn, Christian Thalmaier, Martin Blumentritt, Dirk Braunstein, Manfred Dahlmann, Christoph Hesse, Alex Gruber, Renate Göllner, Philipp Lenhard, Niklaas Machunsky, Florian Markl, Ljiljana Radonić, Gerhard Scheit und Thomas von der Osten-Sacken. Der international renommierte, österreichische Shoah-Überlebende und Journalist Karl Pfeifer, der am 6. Jänner 2023 in Wien verstarb, veröffentlichte jahrelang ebenso in sans phrase.